# Марија Стенц
Марија Стенц (дан. Maria Stenz; 16. август 1940), рођена као Марија Микелсен Серенсен, дан. Marie Mikkelsen Sørensen; 16. августа 1940) је данска певачица и глумица.
Од 1968. ради у дечјим позориштима.
Године 1972. певала је “Goddag og farvel” (Добар дан и збогом), који је ушао у Dansktoppen (дански музикчки програм националног данског радија). Усталила је своје име као певачица хит песама 1973. године песмом “Hvor er alle drømmene du drømte” (Где су све маште, које си маштао).
Након 1980. године је престала да пева песме и од тада ради искључиво у позоришту.
Године 1982. удала се за журналисту Јенса Наунтофтеа.